# Les Kurbas Nationales Zentrum für Theaterkunst
Das Les Kurbas Nationale Zentrum für Theaterkunst (ukrainisch Національний центр театрального мистецтва імені Леся Курбаса) ist eine staatliche Institution, die am 12. Dezember 1994 durch einen Beschluss des Ministerkabinetts der Ukraine gegründet wurde. Das Zentrum nahm seine Tätigkeit im Jahr 1995 auf und dient als Zentrum für wissenschaftliche Forschung, experimentelle Inszenierungen und kulturelle Zusammenarbeit im Bereich der Theaterkunst.

## Geschichte
Das Zentrum ist nach Les Kurbas benannt – einem ukrainischen Regisseur, Theaterreformer und Begründer des modernen ukrainischen Theaters. Die Initiative zur Gründung des Zentrums ging von der Kunstwissenschaftlerin Nelli Kornijenko aus, die die Einrichtung seit ihrer Gründung leitete.
Das Gebäude des Zentrums befindet sich im historischen Zentrum von Kiew in der Straße Wladimir, 23-V, nahe dem Sofiyskaya-Platz. Die Renovierung des Gebäudes wurde in den 2000er Jahren abgeschlossen.

## Struktur und Tätigkeit
Das Les Kurbas Nationales Zentrum für Theaterkunst besteht aus drei Hauptabteilungen. Die wissenschaftliche Abteilung befasst sich mit grundlegenden Forschungen im Bereich der Theaterwissenschaft, der Veröffentlichung von Monografien, Anthologien von Theaterstücken, wissenschaftlichen Almanachen und Zeitschriften. Die kreativen Werkstätten dienen als Raum für experimentelle Inszenierungen, die Entwicklung neuer Bühnentechniken und kreative Experimente. Die Abteilung für kulturwissenschaftliche Projekte konzentriert sich auf die Organisation von kulturwissenschaftlichen Initiativen, Ausstellungen, Filmvorführungen und internationalen Konferenzen.
Die Bibliothek des Zentrums umfasst etwa 4500 Bücher und ist eine wichtige Ressource für Wissenschaftler und Künstler.
Seit seiner Gründung organisiert das Les Kurbas Nationales Zentrum für Theaterkunst internationale Festivals, Konferenzen und kulturelle Austauschprogramme. Die Institution erforscht außerdem die Geschichte des ukrainischen Theaters, auch im Kontext der Weltkunstgeschichte, und veröffentlicht wissenschaftliche Arbeiten. Im Jahr 2007 wurde im Zentrum die Abteilung für dramaturgische Projekte gegründet, die sich der Entwicklung des modernen ukrainischen Dramas, dessen Übersetzung, Veröffentlichung und Popularisierung in der Ukraine und im Ausland widmet. Die Initiatoren dieser Abteilung waren Neda Neschdana, Jaroslaw Wereschtschak und Oleh Nikolajtschuk.
Zu den bedeutenden Projekten gehören jährliche Sammlungen und Anthologien, darunter die Reihe „Kurbas-Lesungen“, die aktuelle theaterwissenschaftliche und kulturwissenschaftliche Themen behandelt.
Das Zentrum organisiert verschiedene künstlerische und wissenschaftliche Initiativen, darunter:
- Internationale Konferenz „Les Kurbas und der weltweite Theaterkontext“
- Festival der jungen ukrainischen Regie zu Ehren von Les Kurbas
- Projekte wie die „Visuelle Laboratorium“ mit Präsentationen zeitgenössischer Trends im Theater und in der Kunst
- Meisterklassen und Trainings für junge Regisseure, Schauspieler und Dramatiker
- Multimedia-Projekt „Les Kurbas in Kiew“

Das Les Kurbas Nationales Zentrum für Theaterkunst besitzt die wissenschaftliche Akkreditierungskategorie „A“. Das Zentrum trägt zur Entwicklung der Theaterkunst bei, indem es wissenschaftliche Forschungen durchführt, neue Methoden in die Theaterpraxis einführt, internationale Kooperationen pflegt und zum Erhalt des kulturellen Erbes des ukrainischen Theaters beiträgt.

## Zusammenarbeit mit Dramatikern und Regisseuren
Das Zentrum hat eng mit renommierten Dramatikern und Literaturwissenschaftlern wie Olena Bondarewa, Marjana Schapowal, Julija Skybyzka, der Künstlerin Olga Nowikowa, der Theaterwissenschaftlerin und Dramatikerin Oksana Tanjuk, dem Herausgeber Serhij Maslakow und dem Dramatiker und Regisseur Oleksandr Miroschnytschenko zusammengearbeitet.
Zu den Regisseuren, die mit dem Zentrum kooperiert haben, gehören Anna Alexandrowytsch, Oleksandr Balaban, Jewhen Kurman, Diana Stein, Oleksandr Bilosub, Andrij Bilous, Jewhen Lapin und Mark Nestantyner.